# Cephalochrysa gracilis
Cephalochrysa gracilis är en tvåvingeart som beskrevs av James 1962. Cephalochrysa gracilis ingår i släktet Cephalochrysa och familjen vapenflugor. Inga underarter finns listade i Catalogue of Life.